# Animas, Novi Meksiko
Animas je popisom određeno mjesto u okrugu Hidalgu u američkoj saveznoj državi Novom Meksiku. Prema popisu stanovništva SAD 2010. u njemu je živjelo 237 stanovnika.

## Povijest
Animas je bogat indijanskom poviješću. U ovom kraju nalazi se 21 različito arheološko nalazište popisano na Nacionalnom registru povijesnih mjesta SAD.
Današnji Animas osnovalo je Vicekraljevstvo Nova Španjolska, Dijelom nove neovisne države Meksika postao je 1821. godine. Za razliku od većeg dijela Novog Meksika, Animas nije postao dijelom SAD putem meksičke cesije nakon meksičko-američkog rata. Animas je u dijelu koji je prodan SAD Gadsdenovom kupnjom 1853. godine.

## Zemljopis
Nalazi se na 31°56′56″N 108°48′26″W / 31.94889°N 108.80722°W.
Na zapadu ga okružuje gorje Peloncillo, a na istoku gorja Pyramid i Animas. Animas je tik zapadno od američke razvodnice.

## Stanovništvo
Prema podatcima popisa 2010. ovdje je bilo 237 stanovnika, 86 kućanstava od čega 65 obiteljskih, a stanovništvo po rasi bili su 89,0 % bijelci, 0,0 % "crnci ili afroamerikanci", 0,4 % "američki Indijanci i aljaskanski domorodci", 0,0 % Azijci, 0,4 % "domorodački Havajci i ostali tihooceanski otočani", 4,6 % ostalih rasa, 5,5 % dviju ili više rasa. Hispanoamerikanaca i Latinoamerikanaca svih rasa bilo je 13,5 %.